# Ternaard
Ternaard (Friese uitspraak: [tr’na:t]) is een dorp in de gemeente Noardeast-Fryslân, in de Nederlandse provincie Friesland. Ternaard ligt tussen Holwerd en Wierum, ten zuiden van de Waddenzee. Het dorp ligt aan de N358, de Nesserwei en de Ternaardervaart. In 2023 telde het dorp 1.310 inwoners. Onder het postcodegebied van het dorp vallen de buurtschappen 't Schoor, Teijeburen, Visbuurt en Vijfhuizen. Ternaard was tot 1984 de hoofdplaats van de toenmalige gemeente Westdongeradeel Het dorp is bekend als een belangrijk start/eindpunt bij het wadlopen van en naar Ameland.

## Geschiedenis
Het dorp is mogelijk op een terp ontstaan. Het dorp ontwikkelde zich uiteindelijk als een komdorp en was al snel een relatief groot dorp. Ternaard kende meerdere states, van adellijke families zoals het geslacht Reginingen, onder meer de Aylva State.
De oudste vermeldingen van de plaats dateren uit de 9e eeuw, waarbij Ternaard vermeld werd als uilla Tunuwerde enTununfurt, opgeschreven door een monnik van het Duitse klooster Fulda, toen het gebied waarin Ternaard ligt bij het klooster werd gevoegd. In 1390 werd de plaats vermeld als to Tunawert, in 1441 als tho Tonawerth, in 1473 als tho Naewerth, in 1505 als Tennaerdt, in 1511 als Tonnaert en in 1718 als Tonnaard. De oorspronkelijke plaatsnaam zou mogelijk kunnen verwijzen naar het feit dat Ternaard een (dun en) langgerekte (þunnu) terp was. Er wordt gedacht aan de persoonsnaam Tunno. De plaatsnaam kan ook verwijzen naar de goden Thor of Odin, maar dit wordt minder waarschijnlijk geacht. 

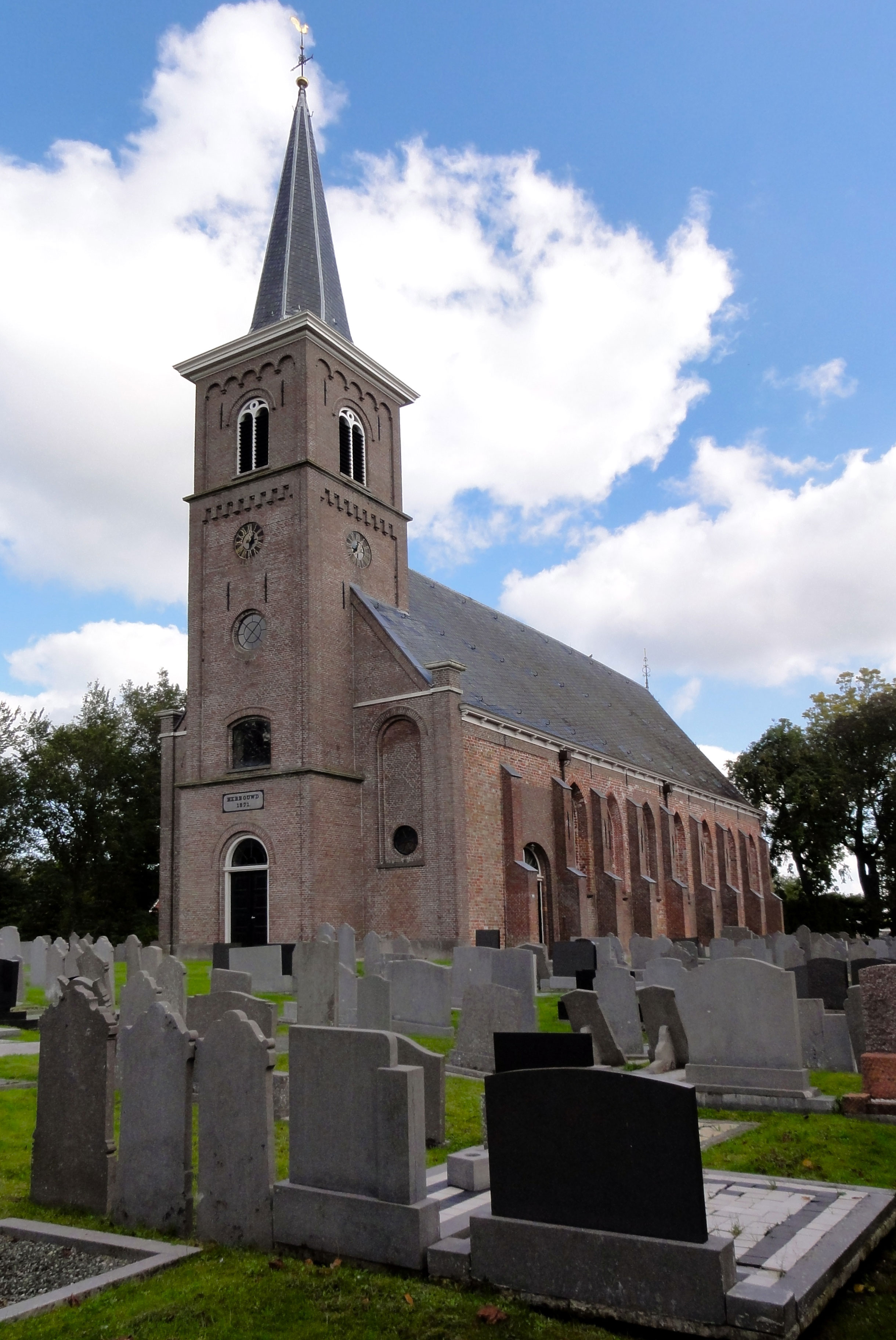
De Grote Kerk anno 2010

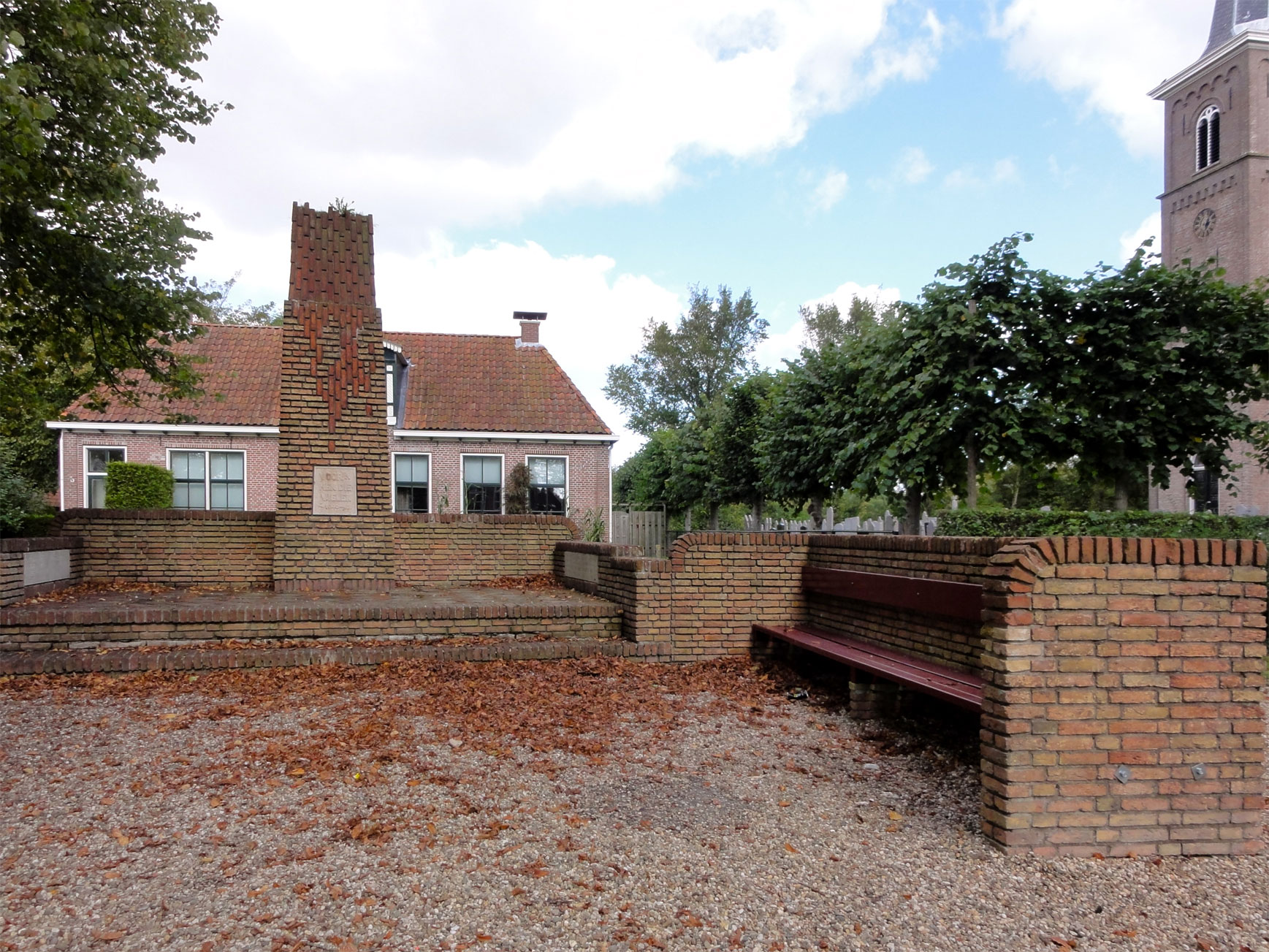
Oorlogsmonument

## Kerken
In Ternaard zijn meerdere kerken. De oudste kerk is de laatgotische Grote Kerk en deze stamt uit de 16e eeuw. De kerk heeft een 17e-eeuws interieur. De zadeldaktoren van de kerk werd in 1871 vervanging van door een kerktoren in neoclassicistische stijl.
De kerk is het enige rijksmonument van Ternaard. Op het kerkhof ligt er een erehof voor enkele gesneuvelden tijdens de Tweede Wereldoorlog. Tevens staat er bij de kerk een oorlogsmonument.
De doopsgezinde gemeente Ternaard is samengegaan met de doopsgezinde gemeente Holwerd-Blija in de nieuwe gemeente Holwerd-Blija en Ternaard. In oktober 2007 werd de laatste dienst gehouden in de doopsgezinde kerk van Ternaard, die uit 1850 dateert.
Dit kerkgebouw werd na de sluiting verkocht en werd omgebouwd tot een woning. De gereformeerde kerk van Ternaard dateert uit 1921. De rechtgesloten zaalkerk is een ontwerp van Ane Nauta. Verder zat er in verzorgingstehuis Spiker een kapel, maar eind 2018 werd deze gesloten omdat het gebouw gesloopt zou worden.

## Sport
In 1904 werd in Ternaard de V.v.V (vereniging voor Volksvermaken) opgericht. Sinds 1957 heeft het dorp een kaatsvereniging It Moat Kinne en sinds 1971 een voetbalvereniging VV Ternaard. Verder heeft Ternaard een Tennisvereniging Westdongeradeel, de Sport Vereniging Ternaard (SVT) voor volleybal en gymnastiek, een ijsclub en een aantal kleinere sportverenigingen.

## Cultuur
Het dorp heeft een dorpshuis, Tunawerth geheten. Verder is er de muziekvereniging Euphonia en een dorpskrant.

## Onderwijs
Het dorp heeft een basisschool, met de naam CBS it Harspit.

## Treinstation
Het dorp heeft een treinstation gehad aan de voormalige spoorlijn Leeuwarden - Anjum. Het station Ternaard werd geopend op 2 oktober 1901 en gesloten in de laatste maand van 1940. Het stationsgebouw werd gespaard na de sluiting.

## Geboren in Ternaard
- Ritske Jelmera Cammingha (1383-1450), Friese hoofdeling die heer was van de vrije heerlijkheid Ameland
- Julius Matthijs van Beyma thoe Kingma (1781-1847), bestuurder
- Sybren Schippers (1842-1908), een van der eerste Nederlandse kinderartsen
- Wijbren Elgersma (1896-1960), politicus
- Jan de Bruin (1902-1958), burgemeester
- Atze Oosterhoff (1906-1994), burgemeester
- Aldert van Bruggen (1925-1980), politicus
- Anne Posthumus (1929-2004), componist, militaire kapelmeester, muziekpedagoog en eufoniumspeler